# Avangard (missile)
Pour les articles homonymes, voir Avangard.

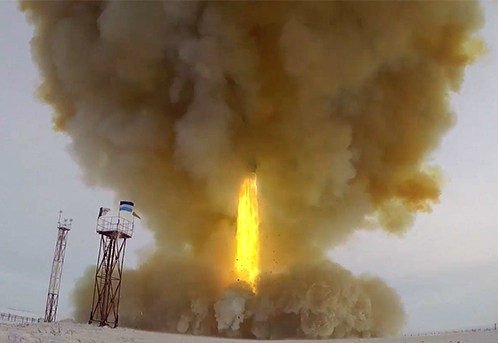
Lancement d'un missile UR-100N porteur du système Avangard depuis la base de lancement de Dombarovski le 26 décembre 2018.

Avangard (nommé également Objekt 4202, Yu-71 et Yu-74) est un planeur hypersonique (Hypersonic Glide Vehicle, en anglais) développé par la Russie,, 
capable de porter des charges conventionnelles ou nucléaires,,.
Il est lancé par un missile balistique.

## Historique

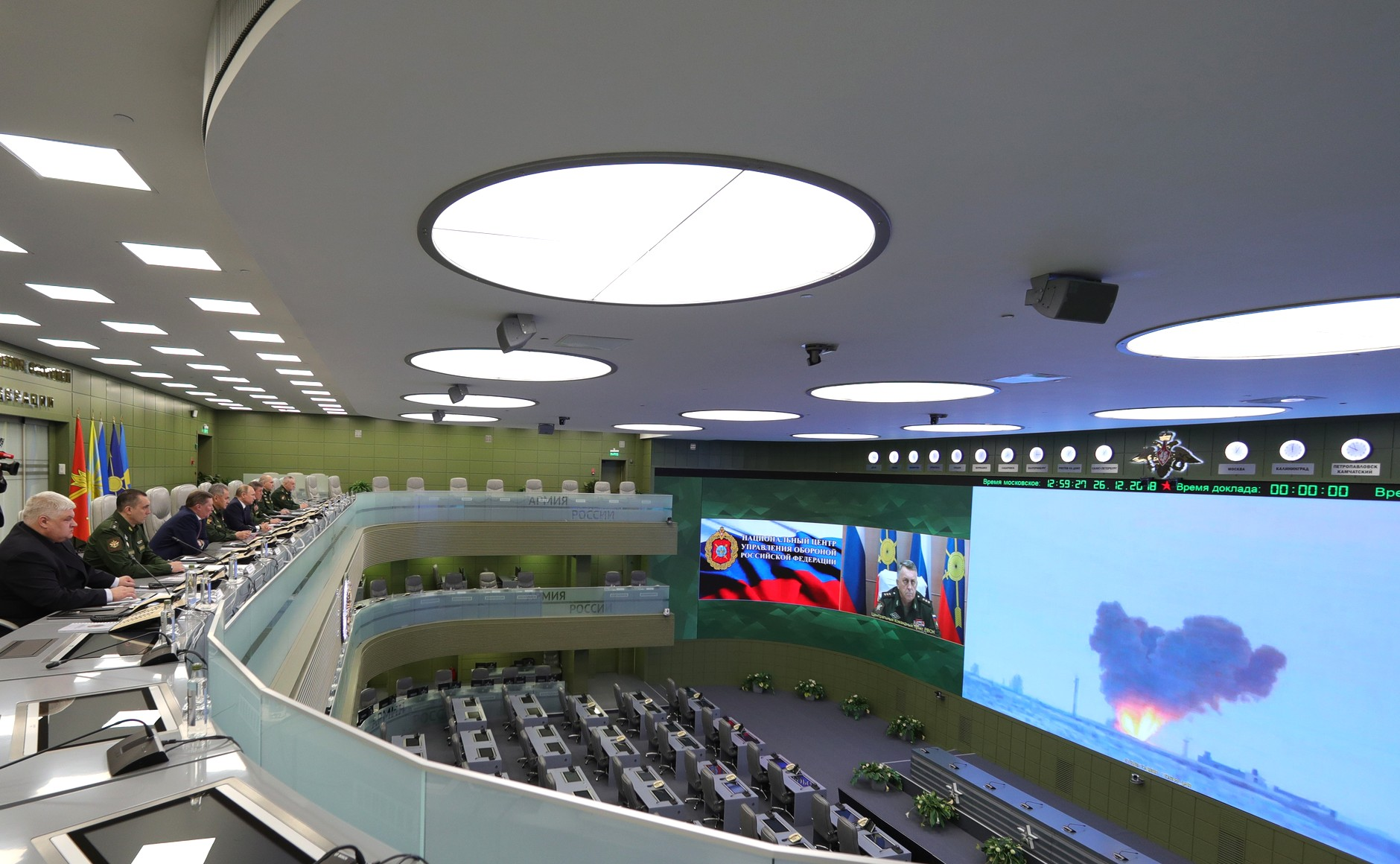
Vladimir Poutine assiste au lancement du 26 décembre 2018.

Selon le commandant des Forces des fusées stratégiques de la fédération de Russie, le colonel général Sergueï Karakayev, les tests du système sont achevés.
En mars 2018, la Russie annonce que le missile porteur UR-100N (SS-19) est désormais produit en série,,. Le 29 novembre 2018, l'agence TASS annonce qu'il serait déclaré opérationnel et que deux systèmes seront en déploiement en 2019 sans essai complet du système.
Le 27 décembre 2019, le ministre de la Défense russe Sergueï Choïgou annonce qu'il est, dès à présent, en service.
Deux régiments de six missiles UR-100N seront en service en 2027. Il pourrait également être lancé par le missile  RS-28 Sarmat.
Selon Vladimir Poutine, Avangard frappe « comme une météorite, une boule de feu »,. C'est l'une des six nouvelles armes stratégiques dévoilées par le président russe le 1er mars 2018[réf. souhaitée], parmi lesquelles on trouve le missile Kinjal, la mise en œuvre du programme RS-28 Sarmat ou encore le système d'armes K-329 Belgorod / Poseïdon pour la partie sous-marine.
Vladimir Poutine, annonce, le 27 décembre 2019, la mise en service dans l'Oural de ces premiers planeurs hypersoniques Avangard capables, selon les autorités russes, d'embarquer une charge nucléaire et pouvant pénétrer les boucliers antimissiles américains et européens grâce à leur vitesse de mach 20 et leur faculté de changer de cap et d'altitude.
En janvier 2020, les deux premiers engins sont mis en œuvre par la 13e division de missiles de la 31e armée de missiles. Elle est cantonnée sur une base proche du cosmodrome de Iasny.

## Principe
Lancé dans l'espace par un missile balistique, le planeur une fois libéré retombe vers l'atmosphère et effectue des rebonds atmosphériques successifs afin d'atteindre des distances intercontinentales et contourner les zones de défense haute altitude (comme le THAAD ou le système Aegis...).
Sa vitesse hypersonique serait périodiquement maintenue avant chaque rebond, avec (selon des sources russes) la propulsion d'un superstatoréacteur (ou scramjet en anglais).
Lorsqu'il approche de sa cible, le planeur peut opérer des changements de cap serrés, le rendant « invulnérable à tous les systèmes de défense antimissiles ».